# Nya Zeeland i olympiska sommarspelen 2008
Nya Zeeland i olympiska sommarspelen 2008 bestod av 182 idrottare som blivit uttagna av Nya Zeelands olympiska kommitté.

## Badminton
- Huvudartikel: Badminton vid olympiska sommarspelen 2008

- Herrar

| Namn       | Gren   | 32-delsfinal | 16-delsfinal                   | 8-delsfinal      | Kvartsfinal      | Semifinal        | Final            | Final            |
| Namn       | Gren   | Resultat     | Resultat                       | Resultat         | Resultat         | Resultat         | Resultat         | Plats            |
| ---------- | ------ | ------------ | ------------------------------ | ---------------- | ---------------- | ---------------- | ---------------- | ---------------- |
| John Moody | Singel | Bye          | (4) Chen Jin (CHN) L 9-21 1-21 | Gick inte vidare | Gick inte vidare | Gick inte vidare | Gick inte vidare | Gick inte vidare |

- Mixed

| Namn                       | Gren  | 32-delsfinal | 16-delsfinal | 8-delsfinal                                       | Kvartsfinal      | Semifinal        | Final            | Final            |                  |
| Namn                       | Gren  | Resultat     | Resultat     | Resultat                                          | Resultat         | Resultat         | Resultat         | Plats            |                  |
| -------------------------- | ----- | ------------ | ------------ | ------------------------------------------------- | ---------------- | ---------------- | ---------------- | ---------------- | ---------------- |
| Craig Cooper Renee Flavell | Mixed |              |              | Lee Hyo-jung och Lee Yong-dae (KOR) L 12-21 11-21 | Gick inte vidare | Gick inte vidare | Gick inte vidare | Gick inte vidare | Gick inte vidare |

## Basketboll
- Huvudartikel: Basketboll vid olympiska sommarspelen 2008
- Damer

| Lag         | V | F | PF  | PA  | PDiff | Poäng |
| ----------- | - | - | --- | --- | ----- | ----- |
| USA         | 5 | 0 | 491 | 276 | +215  | 10    |
| Kina        | 4 | 1 | 358 | 346 | +12   | 9     |
| Spanien     | 3 | 2 | 350 | 354 | -4    | 8     |
| Tjeckien    | 2 | 3 | 353 | 326 | +27   | 7     |
| Nya Zeeland | 1 | 4 | 320 | 423 | -103  | 6     |
| Mali        | 0 | 5 | 255 | 402 | -147  | 5     |

| 2008-08-09  |         |             |
| Mali        | 72 – 76 | Nya Zeeland |
| 2008-08-11  |         |             |
| Nya Zeeland | 62 – 85 | Spanien     |
| 2008-08-13  |         |             |
| Kina        | 80 – 63 | Nya Zeeland |
| 2008-08-15  |         |             |
| Tjeckien    | 90 – 59 | Nya Zeeland |
| 2008-08-17  |         |             |
| Nya Zeeland | 60 – 96 | USA         |

## Cykling
- Huvudartikel: Cykling vid olympiska sommarspelen 2008

### BMX
Herrar
| Marc Willers | Herrar | 36.519 | 17 | 9 | 2 | 23 | 8 | Gick inte vidare | Gick inte vidare | Gick inte vidare | Gick inte vidare | Gick inte vidare | Gick inte vidare | Gick inte vidare | Gick inte vidare | Gick inte vidare | Gick inte vidare | Gick inte vidare | Gick inte vidare | Gick inte vidare | Gick inte vidare | Gick inte vidare | Gick inte vidare | Gick inte vidare | Gick inte vidare | Gick inte vidare | Gick inte vidare | Gick inte vidare | Gick inte vidare | Gick inte vidare | Gick inte vidare | Gick inte vidare | Gick inte vidare |

Damer
| Cyklist      | Gren  | Seedning | Seedning  | Semifinaler | Semifinaler | Final  | Final     |
| Cyklist      | Gren  | Tid      | Placering | Poäng       | Placering   | Tid    | Placering |
| ------------ | ----- | -------- | --------- | ----------- | ----------- | ------ | --------- |
| Sarah Walker | Damer | 37.187   | 4         | 6           | 2           | 38.805 | 4         |

### Mountainbike
Herrar
| Cyklist      | Gren   | Tid     | Placering |
| ------------ | ------ | ------- | --------- |
| Kashi Leuchs | Herrar | 2:06:30 | 24        |

Damer
| Cyklist       | Gren  | Tid     | Placering |
| ------------- | ----- | ------- | --------- |
| Rosara Joseph | Damer | 1:51:07 | 9         |

### Landsväg
Herrar
| Cyklist         | Gren      | Tid              | Placering |
| --------------- | --------- | ---------------- | --------- |
| Glen Chadwick   | Linjelopp | 6:39:42 (+15:53) | 91        |
| Julian Dean     | Linjelopp | 6:34:06 (+10:15) | 54        |
| Timothy Gudsell | Linjelopp | DNF              | DNF       |
| Timothy Gudsell | Tempolopp |                  |           |

Damer
| Cyklist            | Gren      | Tid             | Placering |
| ------------------ | --------- | --------------- | --------- |
| Catherine Cheatley | Linjelopp | 3:41:08 (+8:44) | 53        |
| Joanne Kiesanowski | Linjelopp | 3:33:17 (+0:53) | 28        |

### Bana
Förföljelse
| Cyklist                                                                 | Gren                       | Kvalifikation | Kvalifikation | Första omgången               | Första omgången | Finaler                         | Finaler   |
| Cyklist                                                                 | Gren                       | Tid           | Placering     | Oppositions- tid              | Placering       | Oppositions- tid                | Placering |
| ----------------------------------------------------------------------- | -------------------------- | ------------- | ------------- | ----------------------------- | --------------- | ------------------------------- | --------- |
| Hayden Roulston                                                         | Herrarnas ind. förföljelse | 4:18.997      | 2 Q           | Taylor Phinney (USA) 4:19:232 | 2 Q             | Bradley Wiggins (GBR) 4:19:611  |           |
| Alison Shanks                                                           | Damernas ind. förföljelse  | 3:34.312      | 4 Q           | Sarah Hammer (USA) 3:32.478   | 4 Q             | Lesya Kalitovska (UKR) 3:34.156 | 4         |
| From: Sam Bewley Westley Gough Hayden Roulston Marc Ryan Jesse Sergeant | Herrarnas lagförföljelse   | 3:59.277      | 2 Q           | Spanien 3:57.536              | 3 Q             | Australien 3:57:776             |           |

Poänglopp
| Cyklist                        | Gren                | Poäng (varv) | Placering |
| ------------------------------ | ------------------- | ------------ | --------- |
| Greg Henderson                 | Herrarnas poänglopp | 13 (0)       | 10        |
| Catherine Cheatley             | Damernas poänglopp  | 0 (0)        | 17        |
| Greg Henderson Hayden Roulston | Herrarnas madison   | 5 (-1)       | 10        |

## Fotboll
- Huvudartikel: Fotboll vid olympiska sommarspelen 2008

### Damer
| Nr          | Namn                | Klubb                       | Född             | SM        | Mål       |           | Gult kort · Gult kort · Rött kort | Rött kort |
| Målvakter   | Målvakter           | Målvakter                   | Målvakter        | Målvakter | Målvakter | Målvakter | Målvakter                         | Målvakter |
| ----------- | ------------------- | --------------------------- | ---------------- | --------- | --------- | --------- | --------------------------------- | --------- |
| 1           | Jenny Bindon        | Waitakere City              | 25 februari 1973 | 3         | 0         | 0         | 0                                 | 0         |
| 18          | Rachel Howard       | TSV Crailsheim              | 30 november 1977 | 0         | 0         | 0         | 0                                 | 0         |
| Försvarare  |                     |                             |                  |           |           |           |                                   |           |
| 2           | Ria Percival        | F.C. Indiana                | 7 december 1989  | 3         | 0         | 0         | 0                                 | 0         |
| 3           | Anna Green          | Three Kings United          | 20 augusti 1990  | (2)       | 0         | 0         | 0                                 | 0         |
| 5           | Abby Erceg          | Western Springs             | 20 november 1989 | 3         | 0         | 0         | 0                                 | 0         |
| 6           | Rebecca Smith       | Sunnanå SK                  | 17 juni 1981     | 3         | 0         | 0         | 0                                 | 0         |
| 14          | Kristy Hill         | Three Kings United          | 1 juli 1979      | (1)       | 0         | 0         | 0                                 | 0         |
| 17          | Marlies Oostdam     | Eastern Suburbs             | 29 juli 1977     | 3         | 0         | 0         | 0                                 | 0         |
| Mittfältare |                     |                             |                  |           |           |           |                                   |           |
| 4           | Katie Hoyle         | Lynn-Avon United            | 1 februari 1988  | 3         | 0         | 0         | 0                                 | 0         |
| 8           | Hayley Moorwood (C) | Lynn-Avon United            | 13 februari 1984 | 3         | 0         | 1         | 0                                 | 0         |
| 10          | Emily McColl        | Coastal Carolina University | 1 november 1985  | (1)       | 0         | 0         | 0                                 | 0         |
| 11          | Kirsty Yallop       | Lynn-Avon United            | 4 november 1986  | 3         | 1         | 0         | 0                                 | 0         |
| Anfallare   |                     |                             |                  |           |           |           |                                   |           |
| 7           | Ali Riley           | Stanford University         | 30 oktober 1987  | 3         | 0         | 0         | 0                                 | 0         |
| 9           | Amber Hearn         | Lynn-Avon United            | 28 november 1984 | 3         | 1         | 0         | 0                                 | 0         |
| 12          | Merissa Smith       | Three Kings United          | 11 november 1990 | 0         | 0         | 0         | 0                                 | 0         |
| 13          | Rebecca Tegg        | Eastern Suburbs             | 18 december 1985 | (3)       | 0         | 0         | 0                                 | 0         |
| 15          | Emma Kete           | Lynn-Avon United            | 1 september 1987 | 3         | 0         | 0         | 0                                 | 0         |
| 16          | Renee Leota         | Miramar Rangers             | 16 maj 1990      | (2)       | 0         | 0         | 0                                 | 0         |
| Coach       |                     |                             |                  |           |           |           |                                   |           |
|             | John Herdman        |                             |                  |           |           |           |                                   |           |

- Grupp G

| Lag         | S | V | O | F | GM | IM | MS | P |
| ----------- | - | - | - | - | -- | -- | -- | - |
| USA         | 3 | 2 | 0 | 1 | 5  | 2  | +3 | 6 |
| Norge       | 3 | 2 | 0 | 1 | 4  | 5  | −1 | 6 |
| Japan       | 3 | 1 | 1 | 1 | 7  | 4  | +3 | 4 |
| Nya Zeeland | 3 | 0 | 1 | 2 | 2  | 7  | −5 | 1 |

|       | 6 augusti 2008 | Japan                      | 2 – 2           | Nya Zeeland                 | Qinhuangdao Olympic Sports Center Stadium, Qinhuangdao |                                                    |
| 17.00 | 17.00          | Miyama 72′ (str.) Sawa 86′ | (0 – 1) Rapport | 37′ Yallop 56′ (str.) Hearn | Publik: 10 270 Domare: Deidre Mitchell (Sydafrika)     | Publik: 10 270 Domare: Deidre Mitchell (Sydafrika) |
| 17.00 | 17.00          |                            |                 |                             | Publik: 10 270 Domare: Deidre Mitchell (Sydafrika)     | Publik: 10 270 Domare: Deidre Mitchell (Sydafrika) |
| 17.00 | 17.00          |                            |                 |                             | Publik: 10 270 Domare: Deidre Mitchell (Sydafrika)     | Publik: 10 270 Domare: Deidre Mitchell (Sydafrika) |

|       | 9 augusti 2008 | Nya Zeeland | 0 – 1           | Norge   | Qinhuangdao Olympic Sports Center Stadium, Qinhuangdao |                                                  |
| 19.45 | 19.45          |             | (0 – 1) Rapport | 8′ Wiik | Publik: 7 285 Domare: Estela Alvarez (Argentina)       | Publik: 7 285 Domare: Estela Alvarez (Argentina) |
| 19.45 | 19.45          |             |                 |         | Publik: 7 285 Domare: Estela Alvarez (Argentina)       | Publik: 7 285 Domare: Estela Alvarez (Argentina) |
| 19.45 | 19.45          |             |                 |         | Publik: 7 285 Domare: Estela Alvarez (Argentina)       | Publik: 7 285 Domare: Estela Alvarez (Argentina) |

|       | 12 augusti 2008 | USA                                              | 4 – 0           | Nya Zeeland | Shenyang Olympic Stadium, Shenyang               |                                                  |
| 19.45 | 19.45           | O'Reilly 1′ Rodriguez 43′ Tarpley 56′ Hucles 60′ | (2 – 0) Rapport |             | Publik: 12 453 Domare: Dagmar Damkova (Tjeckien) | Publik: 12 453 Domare: Dagmar Damkova (Tjeckien) |
| 19.45 | 19.45           |                                                  |                 |             | Publik: 12 453 Domare: Dagmar Damkova (Tjeckien) | Publik: 12 453 Domare: Dagmar Damkova (Tjeckien) |
| 19.45 | 19.45           |                                                  |                 |             | Publik: 12 453 Domare: Dagmar Damkova (Tjeckien) | Publik: 12 453 Domare: Dagmar Damkova (Tjeckien) |

### Herrar
| Nr          | Namn             | Klubb                    | Födelsedag | SM        | Mål       |           | Gult kort · Gult kort · Rött kort | Rött kort |
| Målvakter   | Målvakter        | Målvakter                | Målvakter  | Målvakter | Målvakter | Målvakter | Målvakter                         | Målvakter |
| ----------- | ---------------- | ------------------------ | ---------- | --------- | --------- | --------- | --------------------------------- | --------- |
|             | Liam Little      | Otago United             | 22         | 0         | 0         | 0         | 0                                 | 0         |
|             | Jacob Spoonley   | Miramar Rangers          | 21         | 0         | 0         | 0         | 0                                 | 0         |
| Försvarare  |                  |                          |            |           |           |           |                                   |           |
|             | Michael Boxall   | Université de Californie | 19         | 0         | 0         | 0         | 0                                 | 0         |
|             | Ian Hogg         | Hawke's Bay United       | 18         | 0         | 0         | 0         | 0                                 | 0         |
|             | Sam Jenkins      | Hawke's Bay United       | 21         | 0         | 0         | 0         | 0                                 | 0         |
|             | Ryan Nelsen*     | Blackburn Rovers         | 30         | 0         | 0         | 0         | 0                                 | 0         |
|             | Steven Old       | Macarthur Rams           | 22         | 0         | 0         | 0         | 0                                 | 0         |
|             | Jack Pelter      |                          | 21         | 0         | 0         | 0         | 0                                 | 0         |
|             | Aaron Scott      | Waikato FC               | 22         | 0         | 0         | 0         | 0                                 | 0         |
|             | Cole Tinkler     | Team Wellington          | 22         | 0         | 0         | 0         | 0                                 | 0         |
| Mittfältare |                  |                          |            |           |           |           |                                   |           |
|             | Jeremy Brockie   | Hawke's Bay United       | 20         | 0         | 0         | 0         | 0                                 | 0         |
|             | Simon Elliott*   |                          | 34         | 0         | 0         | 0         | 0                                 | 0         |
|             | Craig Henderson  | Dartmouth College        | 21         | 0         | 0         | 0         | 0                                 | 0         |
|             | Cole Peverley    | Hawke's Bay United       | 20         | 0         | 0         | 0         | 0                                 | 0         |
|             | Shaun van Rooyen | Waikato FC               | 21         | 0         | 0         | 0         | 0                                 | 0         |
| Anfallare   |                  |                          |            |           |           |           |                                   |           |
|             | Daniel Ellensohn | Team Wellington          | 23         | 0         | 0         | 0         | 0                                 | 0         |
|             | Chris Killen*    | Celtic Glasgow           | 26         | 0         | 0         | 0         | 0                                 | 0         |
|             | Sam Messam       | Hawke's Bay United       | 22         | 0         | 0         | 0         | 0                                 | 0         |
| Coach       |                  |                          |            |           |           |           |                                   |           |
|             | Stu Jacobs       |                          |            |           |           |           |                                   |           |

- Grupp C

| Lag         | S | V | O | F | GM | IM | MS | P |
| ----------- | - | - | - | - | -- | -- | -- | - |
| Brasilien   | 3 | 3 | 0 | 0 | 9  | 0  | +9 | 9 |
| Belgien     | 3 | 2 | 0 | 1 | 3  | 1  | +2 | 6 |
| Kina        | 3 | 0 | 1 | 2 | 1  | 6  | −5 | 1 |
| Nya Zeeland | 3 | 0 | 1 | 2 | 1  | 7  | −6 | 1 |

|       | 2008-08-07 | Kina U23          | 1 – 1     | Nya Zeeland U23 | Shenyang Olympic Stadium, Shenyang             |                                                |
| 19.45 | 19.45      | Dong Fangzhuo 88′ | (Rapport) | Brockie 53′     | Publik: 41 407 Domare: Martín Vázquez, Uruguay | Publik: 41 407 Domare: Martín Vázquez, Uruguay |
| 19.45 | 19.45      |                   |           |                 | Publik: 41 407 Domare: Martín Vázquez, Uruguay | Publik: 41 407 Domare: Martín Vázquez, Uruguay |
| 19.45 | 19.45      |                   |           |                 | Publik: 41 407 Domare: Martín Vázquez, Uruguay | Publik: 41 407 Domare: Martín Vázquez, Uruguay |

|       | 2008-08-10 | Nya Zeeland U23 | 0 – 5     | Brasilien U23                                               | Shenyang Olympic Stadium, Shenyang                |                                                   |
| 17.00 | 17.00      |                 | (Rapport) | Anderson 3′ Pato 33′ Ronaldinho 55′, 61′ (str.) Sóbis 90+3′ | Publik: 44 951 Domare: Stéphane Lannoy, Frankrike | Publik: 44 951 Domare: Stéphane Lannoy, Frankrike |
| 17.00 | 17.00      |                 |           |                                                             | Publik: 44 951 Domare: Stéphane Lannoy, Frankrike | Publik: 44 951 Domare: Stéphane Lannoy, Frankrike |
| 17.00 | 17.00      |                 |           |                                                             | Publik: 44 951 Domare: Stéphane Lannoy, Frankrike | Publik: 44 951 Domare: Stéphane Lannoy, Frankrike |

|       | 2008-08-13 | Nya Zeeland U23 | 0 – 1     | Belgien U23 | Shanghai Stadium, Shanghai               |                                          |
| 19.45 | 19.45      |                 | (Rapport) | Haroun 35′  | Publik: 45 202 Domare: Pablo Pozo, Chile | Publik: 45 202 Domare: Pablo Pozo, Chile |
| 19.45 | 19.45      |                 |           |             | Publik: 45 202 Domare: Pablo Pozo, Chile | Publik: 45 202 Domare: Pablo Pozo, Chile |
| 19.45 | 19.45      |                 |           |             | Publik: 45 202 Domare: Pablo Pozo, Chile | Publik: 45 202 Domare: Pablo Pozo, Chile |

## Friidrott
Förkortningar
- Noteringar – Placeringarna avser endast löparens eget heat
- Q = Kvalificerad till nästa omgång
- q = Kvalificerade sig till nästa omgång som den snabbaste idrottaren eller, i fältgrenarna, via placering utan att uppnå kvalgränsen.
- NR = Nationellt rekord
- N/A = Omgången ingick inte i grenen
- Bye = Idrottaren behövde inte delta i denna omgång

Herrar
Bana och landsväg
| Idrottare      | Gren    | Heat     | Heat      | Kvartsfinal      | Kvartsfinal      | Semifinal        | Semifinal        | Final            | Final            |
| Idrottare      | Gren    | Resultat | Placering | Resultat         | Placering        | Resultat         | Placering        | Resultat         | Placering        |
| -------------- | ------- | -------- | --------- | ---------------- | ---------------- | ---------------- | ---------------- | ---------------- | ---------------- |
| Adrian Blincoe | 5 000 m | 13:55.27 | 7         | i.u.             | i.u.             | i.u.             | i.u.             | Gick inte vidare | Gick inte vidare |
| James Dolphin  | 200 m   | 20.98    | 6         | Gick inte vidare | Gick inte vidare | Gick inte vidare | Gick inte vidare | Gick inte vidare | Gick inte vidare |
| Nick Willis    | 800 m   | DNS      | DNS       | i.u.             | i.u.             | Gick inte vidare | Gick inte vidare | Gick inte vidare | Gick inte vidare |
| Nick Willis    | 1 500 m | 3:36.01  | 2 Q       | i.u.             | i.u.             | 3:37.54          | 5 Q              | 3:34.16          | 2                |

Fältgrenar
| Idrottare       | Gren          | Kval    | Kval      | Final            | Final            |
| Idrottare       | Gren          | Distans | Placering | Distans          | Placering        |
| --------------- | ------------- | ------- | --------- | ---------------- | ---------------- |
| Stuart Farquhar | Spjutkastning | 76.14   | 20        | Gick inte vidare | Gick inte vidare |

Damer
Bana & landsväg
| Idrottare          | Gren     | Final    | Final     |
| Idrottare          | Gren     | Resultat | Placering |
| ------------------ | -------- | -------- | --------- |
| Liza Hunter-Galvan | Maraton  | 2:34:51  | 35        |
| Nina Rillstone     | Maraton  | 2:31:16  | 16        |
| Kimberley Smith    | 10 000 m | 30:51.00 | 9         |

Fältgrenar
| Idrottare         | Gren           | Kval  | Kval      | Final            | Final            |
| Idrottare         | Gren           | Längd | Placering | Längd            | Placering        |
| ----------------- | -------------- | ----- | --------- | ---------------- | ---------------- |
| Beatrice Faumuina | Diskuskastning | 57.15 | 28        | Gick inte vidare | Gick inte vidare |
| Valerie Vili      | Kulstötning    | 19.73 | 1 Q       | 20.56            | 1                |

Kombinerade grenar – Sjukamp
| Mångkampare     | Gren     | 100H  | HJ   | SP    | 200 m | LJ   | JT    | 800 m   | Final | Placering |
| --------------- | -------- | ----- | ---- | ----- | ----- | ---- | ----- | ------- | ----- | --------- |
| Rebecca Wardell | Resultat | 14.07 | 1.71 | 14.28 | 24.64 | 5.84 | 42.14 | 2:13.65 | 5989  | 22*       |
| Rebecca Wardell | Poäng    | 968   | 867  | 813   | 920   | 801  | 708   | 912     | 5989  | 22*       |

## Kanotsport
Slalom
| Luuka Jones | Damernas K-1 slalom | 162.35 | 20 | 110.01 | 16 | 272.36 | 21 | Gick inte vidare | Gick inte vidare | Gick inte vidare | Gick inte vidare | Gick inte vidare | Gick inte vidare |

Sprint
| Kanotist                    | Gren                 | Heat     | Heat      | Semifinal | Semifinal | Final            | Final            |
| Kanotist                    | Gren                 | Tid      | Placering | Tid       | Placering | Tid              | Placering        |
| --------------------------- | -------------------- | -------- | --------- | --------- | --------- | ---------------- | ---------------- |
| Ben Fouhy                   | Herrarnas K-1 1000 m | 3:33.037 | 3 QS      | 3:33.542  | 2 Q       | 3:29.193         | 4                |
| Steven Ferguson             | Herrarnas K-1 500 m  | 1:37.538 | 4 QS      | 1:42.238  | 1 Q       | 1:38.512         | 8                |
| Steven Ferguson Mike Walker | Herrarnas K-2 1000 m | 3:19.167 | 4 QS      | 3:23.511  | 2 Q       | 3:15.329         | 5                |
| Erin Taylor                 | Damernas K-1 500 m   | 1:52.517 | 6 QS      | 1:54.300  | 5         | Gick inte vidare | Gick inte vidare |

## Konstsim
| Idrottare                 | Gren           | Teknisk rutin | Teknisk rutin | Fri rutin (inledande) | Fri rutin (inledande)  | Fri rutin (inledande) | Fri rutin (final) | Fri rutin (final)      | Fri rutin (final) |
| Idrottare                 | Gren           | Poäng         | Placering     | Poäng                 | Totalt (teknisk + fri) | Placering             | Placering         | Totalt (teknisk + fri) | Placering         |
| ------------------------- | -------------- | ------------- | ------------- | --------------------- | ---------------------- | --------------------- | ----------------- | ---------------------- | ----------------- |
| Lisa Daniels Nina Daniels | Damernas duett | 40.750        | 23            | 40.417                | 81.167                 | 23                    | Gick inte vidare  | Gick inte vidare       | Gick inte vidare  |

## Landhockey
Herrar
Coach: Shane McLeod
| 1. David Kosoof 2. Simon Child 3. Blair Hopping 4. Dean Couzins 5. Casey Henwood 6. Ryan Archibald (c) 7. Bradley Shaw 8. Paul Woolford (GK) | 1. Kyle Pontifex (GK) 2. Phillip Burrows 3. Hayden Shaw 4. James Nation 5. Gareth Brooks 6. Shea McAleese 7. Benjamin Collier 8. Steve Edwards |

Reserver:
1. Richard Petherick
2. Nicholas Wilson

Gruppspel
|             | Pld | W | D | L | GF | GA | GD | Pts |
| ----------- | --- | - | - | - | -- | -- | -- | --- |
| Spanien     | 5   | 4 | 0 | 1 | 9  | 5  | +4 | 12  |
| Tyskland    | 5   | 3 | 2 | 0 | 12 | 6  | +6 | 11  |
| Sydkorea    | 5   | 2 | 1 | 2 | 13 | 11 | +2 | 7   |
| Nya Zeeland | 5   | 2 | 1 | 2 | 10 | 9  | +1 | 7   |
| Belgien     | 5   | 1 | 1 | 3 | 9  | 13 | −4 | 4   |
| Kina        | 5   | 0 | 1 | 4 | 7  | 16 | −9 | 1   |

Damer
Coach: Kevin Towns
| 1. Kayla Sharland 2. Emily Naylor 3. Krystal Forgesson 4. Kate Saunders 5. Jaimee Claxton 6. Lizzy Igasan (c) 7. Stacey Carr 8. Jo Galletly | 1. Kim Noakes 2. Beth Jurgeleit (GK) 3. Caryn Paewai 4. Niniwa Roberts 5. Gemma Flynn 6. Tara Drysdale 7. Sheree Horvath 8. Anita Wawatai (GK) |

Reserver:
1. Charlotte Harrison
2. Jasmine McQuinn

Gruppspel
|                | Pld | W | D | L | GF | GA | GD | Pts |
| -------------- | --- | - | - | - | -- | -- | -- | --- |
| Tyskland       | 5   | 4 | 0 | 1 | 12 | 8  | +4 | 12  |
| Argentina      | 5   | 3 | 2 | 0 | 13 | 7  | +6 | 11  |
| Storbritannien | 5   | 2 | 2 | 1 | 7  | 9  | −2 | 8   |
| USA            | 5   | 1 | 3 | 1 | 9  | 8  | +1 | 6   |
| Japan          | 5   | 1 | 1 | 3 | 5  | 7  | −2 | 4   |
| Nya Zeeland    | 5   | 0 | 0 | 5 | 6  | 13 | −7 | 0   |

## Ridsport

### Fälttävlan
| Ryttare                                                              | Häst              | Gren                    | Dressyr | Dressyr   | Terräng    | Terräng    | Terräng    | Hoppning         | Hoppning         | Hoppning         | Hoppning         | Hoppning         | Hoppning         | Totalt           | Totalt           |
| Ryttare                                                              | Häst              | Gren                    | Dressyr | Dressyr   | Terräng    | Terräng    | Terräng    | Kval             | Kval             | Kval             | Final            | Final            | Final            | Totalt           | Totalt           |
| Ryttare                                                              | Häst              | Gren                    | Straff  | Placering | Straff     | Totalt     | Placering  | Straff           | Totalt           | Placering        | Straff           | Totalt           | Placering        | Straff           | Placering        |
| -------------------------------------------------------------------- | ----------------- | ----------------------- | ------- | --------- | ---------- | ---------- | ---------- | ---------------- | ---------------- | ---------------- | ---------------- | ---------------- | ---------------- | ---------------- | ---------------- |
| Joe Meyer                                                            | Snip              | Individuell fälttävlan  | 43,90   | 19        | 21,20      | 65,10      | 19         | 25,00            | 90,10            | 28 Q             | 12,00            | 102,10           | 24               | 102,10           | 24               |
| Andrew Nicholson                                                     | Lord Killinghurst | Individuell fälttävlan  | 44,60   | 21        | Eliminerad | Eliminerad | Eliminerad | Gick inte vidare | Gick inte vidare | Gick inte vidare | Gick inte vidare | Gick inte vidare | Gick inte vidare | Gick inte vidare | Gick inte vidare |
| Caroline Powell                                                      | Lenamore          | Individuell fälttävlan  | 48,00   | 26        | 21,20      | 69,20      | 26         | 4,00             | 73,20            | 19 Q             | 0,00             | 73,20            | 14               | 73,20            | 14               |
| Mark Todd                                                            | Gandalf           | Individuell fälttävlan  | 49,40 # | 30        | 27,20      | 76,60      | 29         | 1,00             | 77,60            | 21 Q             | 0,00             | 77,60            | 17               | 77,60            | 17               |
| Heelan Tompkins                                                      | Sugoi             | Individuell fälttävlan  | 55,60 # | 49        | 75,20      | 130,80 #   | 56         | 8.00             | 138,80 #         | =48              | Gick inte vidare | Gick inte vidare | Gick inte vidare | 138,80           | 50               |
| Joe Meyer Andrew Nicholson Caroline Powell Mark Todd Heelan Tompkins | Se ovan           | Lagtävling i fälttävlan | 136,50  | 6         | 94,40      | 230,90     | 6          | 10,00            | 240,90           | 5                | i.u.             | i.u.             | i.u.             | 240,90           | 5                |

### Hoppning
| Ryttare                                            | Häst      | Gren                  | Kval     | Kval      | Kval     | Kval     | Kval      | Kval             | Kval             | Kval             | Final            | Final            | Final            | Final            | Final            | Totalt | Totalt    |
| Ryttare                                            | Häst      | Gren                  | Omgång 1 | Omgång 1  | Omgång 2 | Omgång 2 | Omgång 2  | Omgång 3         | Omgång 3         | Omgång 3         | Omgång A         | Omgång A         | Omgång B         | Omgång B         | Omgång B         | Totalt | Totalt    |
| Ryttare                                            | Häst      | Gren                  | Straff   | Placering | Straff   | Totalt   | Placering | Straff           | Totalt           | Placering        | Straff           | Placering        | Straff           | Totalt           | Placering        | Straff | Placering |
| -------------------------------------------------- | --------- | --------------------- | -------- | --------- | -------- | -------- | --------- | ---------------- | ---------------- | ---------------- | ---------------- | ---------------- | ---------------- | ---------------- | ---------------- | ------ | --------- |
| Bruce Goodin                                       | Yamato    | Individuell hoppning  | 14       | 66        | 12       | 26       | 54        | Gick inte vidare | Gick inte vidare | Gick inte vidare | Gick inte vidare | Gick inte vidare | Gick inte vidare | Gick inte vidare | Gick inte vidare | 26     | 54        |
| Katie McVean                                       | Forest    | Individuell hoppning  | 72       | 77        | 45       | 117      | 71        | Gick inte vidare | Gick inte vidare | Gick inte vidare | Gick inte vidare | Gick inte vidare | Gick inte vidare | Gick inte vidare | Gick inte vidare | 117    | 71        |
| Kirk Webby                                         | Sitah     | Individuell hoppning  | 4        | 30        | 8        | 12       | 30 Q      | 12               | 24               | 33 Q             | 24               | 34               | Gick inte vidare | Gick inte vidare | Gick inte vidare | 24     | 34        |
| Sharn Wordley                                      | Rockville | Individuell hoppning  | 47       | 75        | 25       | 72       | 70        | Gick inte vidare | Gick inte vidare | Gick inte vidare | Gick inte vidare | Gick inte vidare | Gick inte vidare | Gick inte vidare | Gick inte vidare | 72     | 70        |
| Bruce Goodin Katie McVean Kirk Webby Sharn Wordley | Se ovan   | Lagtävling i hoppning | i.u.     | i.u.      | i.u.     | i.u.     | i.u.      | i.u.             | i.u.             | i.u.             | 45               | 14               | Gick inte vidare | Gick inte vidare | Gick inte vidare | 45     | 13        |

## Rodd
Herrar
| Idrottare                                          | Gren                    | Heat    | Heat      | Återkval | Återkval  | Kvartsfinal | Kvartsfinal | Semifinal | Semifinal | Final   | Final     | Final |
| Idrottare                                          | Gren                    | Tid     | Placering | Tid      | Placering | Tid         | Placering   | Tid       | Placering | Tid     | Placering |       |
| -------------------------------------------------- | ----------------------- | ------- | --------- | -------- | --------- | ----------- | ----------- | --------- | --------- | ------- | --------- | ----- |
| Mahé Drysdale                                      | Singelsculler           | 7:28,80 | 1 QF      | i.u.     | i.u.      | 6:50,18     | 1 SA/B      | 7:05,57   | 3 FA      | 7:01,56 | 3         |       |
| George Bridgewater Nathan Twaddle                  | Tvåa utan styrman       | 6:41,65 | 1 SA/B    | BYE      | BYE       | i.u.        | i.u.        | 6:36,05   | 2 FA      | 6:44,19 | 3         |       |
| Nathan Cohen Rob Waddell                           | Dubbelsculler           | 6:24,32 | 1 SA/B    | BYE      | BYE       | i.u.        | i.u.        | 6:24,16   | 3 FA      | 6:30,79 | 4         |       |
| Peter Taylor Storm Uru                             | Lättvikts-dubbelsculler | 6:16,78 | 1 SA/B    | BYE      | BYE       | i.u.        | i.u.        | 6:30,53   | 4 FB      | 6:27,14 | 7         |       |
| Hamish Bond James Dallinger Carl Meyer Eric Murray | Fyra utan styrman       | 6:00,73 | 2 SA/B    | BYE      | BYE       | i.u.        | i.u.        | 5:57,31   | 4 FB      | 6:06,30 | 7         |       |

Damer
| Idrottare                                       | Gren              | Heat    | Heat      | Återkval | Återkval  | Kvartsfinal | Kvartsfinal | Semifinal | Semifinal | Final   | Final     | Final |
| Idrottare                                       | Gren              | Tid     | Placering | Tid      | Placering | Tid         | Placering   | Tid       | Placering | Tid     | Placering |       |
| ----------------------------------------------- | ----------------- | ------- | --------- | -------- | --------- | ----------- | ----------- | --------- | --------- | ------- | --------- | ----- |
| Emma Twigg                                      | Singelsculler     | 7:45,12 | 1 QF      | i.u.     | i.u.      | 7:34,24     | 3 SA/B      | 7:38,09   | 4 FB      | 7:51,63 | 9         |       |
| Nicky Coles Juliette Haigh                      | Tvåa utan styrman | 7:31,45 | 2 R       | 7:32,64  | 1 FA      | i.u.        | i.u.        | i.u.      | i.u.      | 7:28,80 | 5         |       |
| Caroline Evers-Swindell Georgina Evers-Swindell | Dubbelsculler     | 7:03,92 | 1 FA      | BYE      | BYE       | i.u.        | i.u.        | i.u.      | i.u.      | 7:07,32 | 1         |       |

## Segling
Herrar
| Seglare                     | Gren    | Lopp | Lopp | Lopp | Lopp | Lopp | Lopp | Lopp | Lopp | Lopp | Lopp | Lopp | Summerad poäng | Finalplacering |
| Seglare                     | Gren    | 1    | 2    | 3    | 4    | 5    | 6    | 7    | 8    | 9    | 10   | M*   | Summerad poäng | Finalplacering |
| --------------------------- | ------- | ---- | ---- | ---- | ---- | ---- | ---- | ---- | ---- | ---- | ---- | ---- | -------------- | -------------- |
| Tom Ashley                  | RS:X    | 4    | 7    | 7    | 1    | 5    | 5    | 3    | 6    | 8    | 32   | 6    | 52             | 1              |
| Andrew Murdoch              | Laser   | 2    | 5    | 40   | 20   | 24   | 5    | 5    | 17   | 1    | CAN  | 2    | 81             | 5              |
| Peter Burling Carl Evans    | 470     | 7    | 10   | 14   | 12   | BFD  | 10   | 22   | 12   | 1    | 7    | EL   | 95             | 11             |
| Hamish Pepper Carl Williams | Starbåt | 4    | 9    | 2    | 11   | 1    | 12   | 11   | 13   | 5    | 11   | 14   | 80             | 9              |

M = Medaljlopp; EL = Eliminerad – gick inte vidare till medaljloppet;
Damer
| Seglare         | Gren         | Lopp | Lopp | Lopp | Lopp | Lopp | Lopp | Lopp | Lopp | Lopp | Lopp | Lopp | Summerad poäng | Finalplacering |
| Seglare         | Gren         | 1    | 2    | 3    | 4    | 5    | 6    | 7    | 8    | 9    | 10   | M*   | Summerad poäng | Finalplacering |
| --------------- | ------------ | ---- | ---- | ---- | ---- | ---- | ---- | ---- | ---- | ---- | ---- | ---- | -------------- | -------------- |
| Barbara Kendall | RS:X         | 12   | 7    | 12   | 4    | 2    | 4    | 3    | 6    | 13   | 21   | 12   | 75             | 6              |
| Jo Aleh         | Laser radial | 22   | 4    | 2    | 2    | 2    | 14   | 14   | 14   | 20   | CAN  | 18   | 90             | 7              |

M = Medaljlopp; EL = Eliminerad – gick inte vidare till medaljloppet;
Öppen
| Seglare    | Gren      | Lopp | Lopp | Lopp | Lopp | Lopp | Lopp | Lopp | Lopp | Lopp | Lopp | Lopp | Summerad poäng | Finalplacering |
| Seglare    | Gren      | 1    | 2    | 3    | 4    | 5    | 6    | 7    | 8    | 9    | 10   | M*   | Summerad poäng | Finalplacering |
| ---------- | --------- | ---- | ---- | ---- | ---- | ---- | ---- | ---- | ---- | ---- | ---- | ---- | -------------- | -------------- |
| Dan Slater | Finnjolle | 21   | 19   | 18   | 4    | 9    | 7    | 13   | 6    | CAN  | CAN  | EL   | 76             | 12             |

M = Medaljlopp; EL = Eliminerad – gick inte vidare till medaljloppet;

## Simning
- Huvudartikel: Simning vid olympiska sommarspelen 2008

## Skytte
- Huvudartikel: Skytte vid olympiska sommarspelen 2008

## Taekwondo
| Idrottare      | Gren             | Åttondelsfinaler     | Kvartsfinaler        | Semifinaer           | Återkval             | Bronsmatch           | Final                | Final            |
| Idrottare      | Gren             | Motståndare Resultat | Motståndare Resultat | Motståndare Resultat | Motståndare Resultat | Motståndare Resultat | Motståndare Resultat | Placering        |
| -------------- | ---------------- | -------------------- | -------------------- | -------------------- | -------------------- | -------------------- | -------------------- | ---------------- |
| Logan Campbell | Herrarnas −68 kg | Sung Y-C (TPE) L 0–4 | Gick inte vidare     | Gick inte vidare     | Gick inte vidare     | Gick inte vidare     | Gick inte vidare     | Gick inte vidare |
| Matthew Beach  | Herrarnas +80 kg | Liu Xb (CHN) L 1–4   | Gick inte vidare     | Gick inte vidare     | Gick inte vidare     | Gick inte vidare     | Gick inte vidare     | Gick inte vidare |
| Robin Cheong   | Damernas −57 kg  | Bah (CIV) W 1–0      | Lim S-J (KOR) L 1–4  | Gick inte vidare     | Su L-W (TPE) L 0–1   | Gick inte vidare     | Gick inte vidare     | Gick inte vidare |

## Tennis
| Spelare         | Gren      | Omgång 1                          | Omgång 2          | Åttondelsfinaler  | Kvartsfinaler     | Semifinaler       | Final / BM        | Final / BM       |
| Spelare         | Gren      | Motståndare Poäng                 | Motståndare Poäng | Motståndare Poäng | Motståndare Poäng | Motståndare Poäng | Motståndare Poäng | Placering        |
| --------------- | --------- | --------------------------------- | ----------------- | ----------------- | ----------------- | ----------------- | ----------------- | ---------------- |
| Marina Erakovic | Damsingel | Morita (JPN) L 7–5, 6–7(7–9), 4–6 | Gick inte vidare  | Gick inte vidare  | Gick inte vidare  | Gick inte vidare  | Gick inte vidare  | Gick inte vidare |

## Triathlon
| Triathlet         | Gren                | Simning (1,5 km) | Trans 1 | Cykling (40 km) | Trans 2 | Löpning (10 km) | Total tid  | Placering |
| ----------------- | ------------------- | ---------------- | ------- | --------------- | ------- | --------------- | ---------- | --------- |
| Bevan Docherty    | Herrarnas triathlon | 18:45            | 0:28    | 1:17:42         | 0:26    | 30:57           | 1:49:05,59 | 3         |
| Kris Gemmell      | Herrarnas triathlon | 19:06            | 0:25    | 1:17:40         | 0:27    | 35:42           | 1:53:49,47 | 39        |
| Shane Reed        | Herrarnas triathlon | 18:00            | 0:28    | 1:17:47         | 0:27    | 34:34           | 1:52:48,16 | 34        |
| Andrea Hewitt     | Damernas triathlon  | 19:54            | 0:29    | 1:24:38         | 0:29    | 35:38           | 2:00:45,99 | 8         |
| Debbie Tanner     | Damernas triathlon  | 19:57            | 0:29    | 1:24:43         | 0:29    | 35:54           | 2:01:06,92 | 10        |
| Samantha Warriner | Damernas triathlon  | 19:58            | 0:30    | 1:24:43         | 0:35    | 36:55           | 2:02:13,60 | 16        |

## Tyngdlyftning
- Huvudartikel: Tyngdlyftning vid olympiska sommarspelen 2008